# Lamine Yamal
Lamine Yamal Nasraoui Ebana, född 13 juli 2007 i Esplugues de Llobregat i Barcelona, är en spansk fotbollsspelare som spelar som högerytter för La Liga-klubben Barcelona och det spanska landslaget. 

## Bakgrund
Lamine Yamal föddes i Katalonien. Hans far är av marockanskt och hans mor av ekvatorialguineanskt ursprung. Yamal flyttade till Barcelona vid sju års ålder. Han talar katalanska, spanska och arabiska.

## Klubblagskarriär

### FC Barcelona

#### Ungdomskarriär
Yamal är uppfostrad i La Masias ungdomsakademi och var en av akademins främsta talanger. Xavi kallade upp Yamal för att träna med förstalaget tillsammans med andra ungdomar i början av september 2022 och imponerade stort på tränaren.

#### 2023–24: A-lagsgenombrott
Yamal gjorde sin seniorlagsdebut den 29 april 2023 då han ersatte Gavi i den 83:e minuten i en 4–0-seger mot Real Betis i La Liga. Han stod för ett skott på mål mot den tidigare Barcelona-målvakten Claudio Bravo och blev inte bara den femte yngste spelaren i La Ligas historia (15 år, nio månader och 16 dagar gammal), men också den yngste debutanten i Barcelonas A-lag sedan den 15-årige Armando Sagi 1922.
Yamal vann sin första titel med Barça den 14 maj 2023 efter att ha varit en del av truppen som vann La Liga 2022–23.

## Internationell karriär
Yamal kallades upp till Spaniens A-landslag då han var 16 år och 50 dagar inför EM-kvalmatcherna mot Georgien och Cypern. Lamine gjorde sin seniordebut för Spanien mot Georgien den 8 september 2023 och gjorde mål i den 74:e minuten. Vid en ålder av 16 år och 57 dagar gammal blev han den yngsta spelaren och målskytten för Spanien, och slog båda Gavis rekord som debuterade då han var 17 år och 62 dagar gammal och gjorde mål då han var 17 år och 304 dagar gammal. Utöver detta blev Lamine den yngsta målskytten i en EM-kvalmatch och då han slog Gareth Bales rekord som gjorde mål då han var 17 år och 83 dagar gammal. Lamine gjorde Spaniens första mål i semifinalen mot Frankrike i EM 2024, och blev därmed den yngsta målgöraren i en slutspelsmatch i EM. 

## Karriärstatistik

### Klubblag
| Klubb        | Säsong       | Liga               | Liga    | Liga | Copa del Rey | Copa del Rey | Europa  | Europa | Övrigt  | Övrigt | Totalt  | Totalt |
| Klubb        | Säsong       | Division           | Matcher | Mål  | Matcher      | Mål          | Matcher | Mål    | Matcher | Mål    | Matcher | Mål    |
| ------------ | ------------ | ------------------ | ------- | ---- | ------------ | ------------ | ------- | ------ | ------- | ------ | ------- | ------ |
| Barcelona B  | 2022–23      | Primera Federación | 1       | 0    | –            | –            | –       | –      | 2       | 0      | 3       | 0      |
| Barcelona    | 2022–23      | La Liga            | 1       | 0    | 0            | 0            | 0       | 0      | 0       | 0      | 1       | 0      |
| Barcelona    | 2023–24      | La Liga            | 32      | 4    | 1            | 1            | 10      | 0      | 2       | 1      | 45      | 6      |
| Barcelona    | Total        | Total              | 33      | 4    | 1            | 1            | 10      | 0      | 2       | 1      | 46      | 6      |
| Career total | Career total | Career total       | 34      | 4    | 1            | 1            | 10      | 0      | 4       | 1      | 49      | 6      |

1. ↑  Appearances in Primera Federación play-offs
2. ↑  Appearances in UEFA Champions League
3. ↑  Appearances in Supercopa de España

### Internationellt
| landslag | År     | Matcher | Mål |
| -------- | ------ | ------- | --- |
| Spanien  | 2023   | 4       | 2   |
| Spanien  | 2024   | 2       | 1   |
| Totalt   | Totalt | 6       | 3   |

## Meriter
Barcelona
- La Liga: 2022–23[20], 2024-25
- Copa del Rey: 2024/2025
- Supercopa de España: 2024-25

Spanien
- EM i fotboll: 2024

Individuella utmärkelser
- Månadens spelare i La Liga U23: augusti 2023[21]
- Månadens mål i La Liga: mars 2024[22]
- Tuttosports The Youngest Award: 2023[23]
- IFFHS (U20) UEFA Team: 2023[24]
- Bästa målskytt i UEFA European U-17 Championship: 2023[25]
- UEFA European U-17 Championship Team of the Tournament: 2023[26]